# Lindach (kommunfritt område)
Lindach är ett kommunfritt område i Landkreis Bamberg i Regierungsbezirk Oberfranken i förbundslandet Bayern i Tyskland.